# Mini Countryman
Mini Countryman – samochód osobowy typu crossover klasy subkompaktowej, a następnie klasy kompaktowej produkowany pod brytyjską marką Mini od 2010 roku. Od 2023 roku produkowana jest trzecia generacja modelu.

## Pierwsza generacja

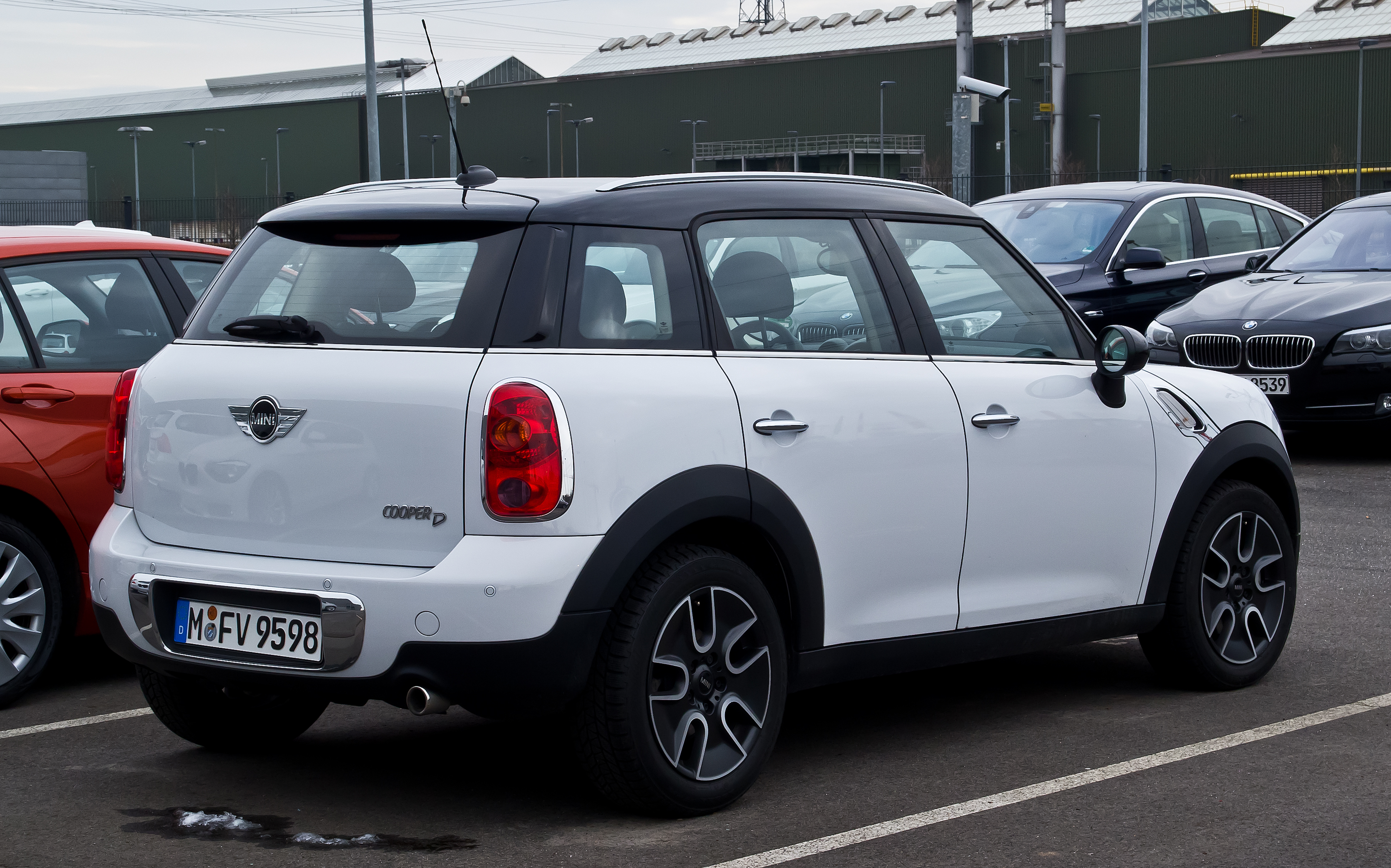
Mini Countryman I - tył

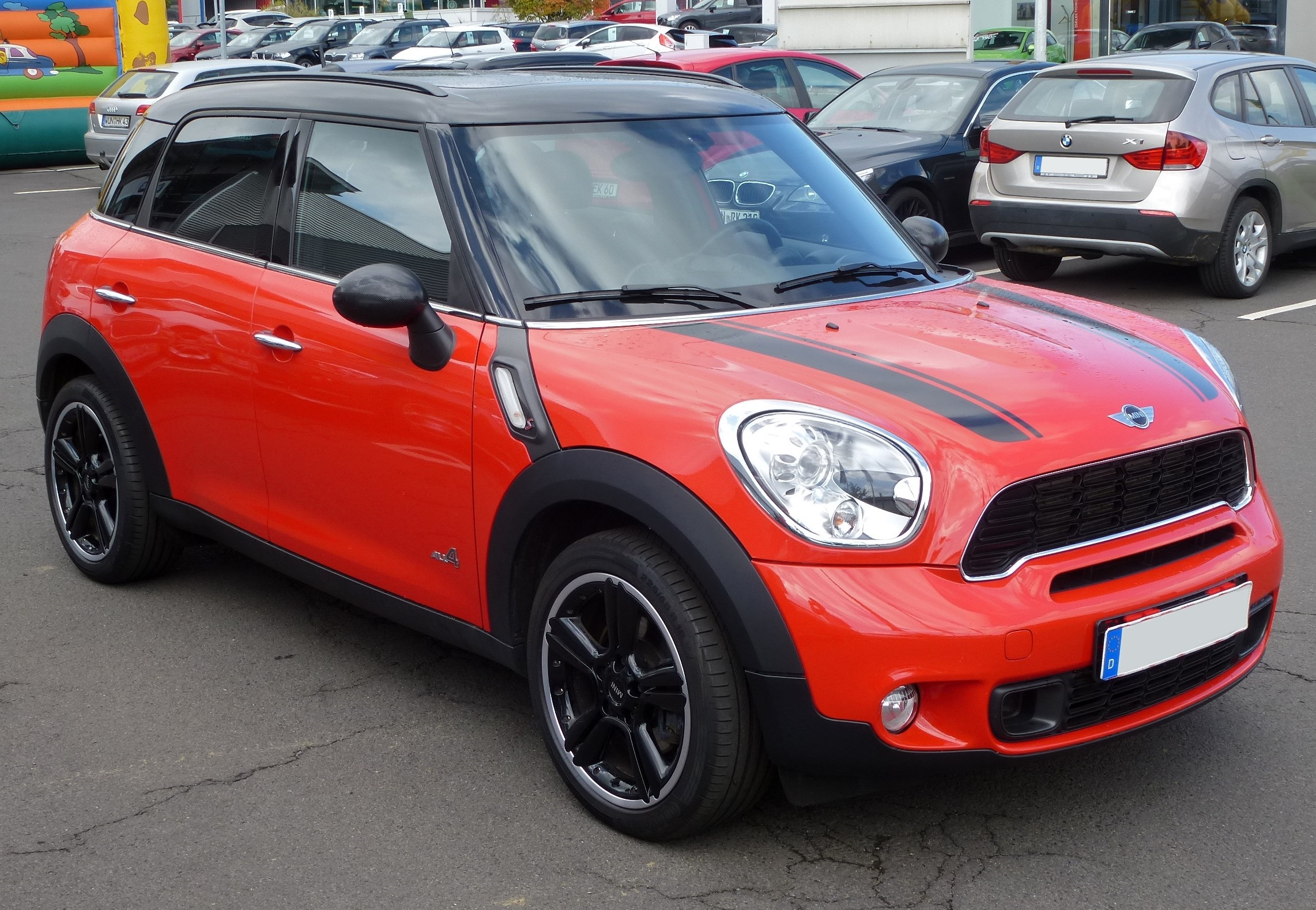
Mini Countryman I Cooper S

Mini Countryman I został zaprezentowany po raz pierwszy w 2010 roku.
Premiera Coutrymana pierwszej generacji odbyła się podczas targów motoryzacyjnych w Genewie w 2010 roku. Pojazd jest pierwszym crossoverem marki i pierwszym od wielu lat modelem tej marki z dwiema parami drzwi bocznych.
W 2013 roku do sprzedaży trafiła 3-drzwiowa odmiana Countrymana - Paceman.
Wiosną 2014 roku Countryman został poddany liftingowi. Stylistycznie Countryman nieco upodobnił się do Mini hatchback nowej generacji, lifting dotknął głównie pas przedni i zderzaki. Ponadto poszerzono wyposażenie i modernizacji poddano jednostki napędowe.

### Silniki
Coutryman może być wyposażony w wolnossący silnik benzynowy o pojemności 1,6 l w dwóch wersjach mocy: 98 i 122 KM oraz doładowaną wersję tego silnika o mocy 184 KM. Dostępny jest także silnik wysokoprężny z turbosprężarką o mocy 90 lub 112 KM. Najmocniejszy silnik Diesla ma pojemność 2,0 l i dysponuje mocą 143 KM.

### Wersje
- One 1.6/98
- One D 1.6/90
- Cooper 1.6/122
- Cooper D 1.6/112
- Cooper S 1.6/184
- Cooper SD 2.0/143

### Wersja rajdowa WRC
Rajdowa odmiana zbudowana na bazie Contrymana nosi nazwę Mini John Cooper Works WRC. Auto wyposażone jest w turbodoładowany silnik 1.6 o mocy około 300 KM i stały napęd na cztery koła. Auto skonstruowane zostało przez firmę Prodrive i pojawiło się na rajdowych trasach w sezonie 2011.

### Wersja dla rajdów terenowych
Odmiana nazwana Mini All4 Racing skonstruowana została przez X-raid na potrzeby rajdów terenowych. Wyposażona jest w turbodoładowany zmodyfikowany silnik wysokoprężny BMW N57 o pojemności 3 litrów osiągający moc 300 KM i ok. 700 Nm momentu obrotowego. Auta o tej specyfikacji zwyciężyły m.in. w rajdzie Dakar 2012 (Peterhansel) i Baja Poland 2012 (Hołowczyc).
Na bazie Mini Countrymana drugiej generacji z 2016 roku X-raid skonstruował w tym samym roku rajdówkę cross-country – Mini John Cooper Works Rally, która w tej stajni sukcesywnie zastąpiła Mini All4 Racing. Pojazd zadebiutował w rajdzie Dakar 2017. Samochód napędzany jest zmodyfikowanym 6-cylindrowym, rzędowym, turbodoładowanym sinikiem wysokoprężnym  o zapłonie samoczynnym BMW o oznaczeniu B57, który z pojemności 2993 cm³ generuje maksymalnie 261 kW (ok. 355 KM) mocy przy 3500 min.-1 oraz 770 N•m momentu obrotowego przy 2150 obrotach na minutę.

### Dane techniczne[9][10][11][12][13][14][15]
| Model                            | Pojemność skokowa                    | Układ cylindrów    | Moc                                | Moment obrotowy                                                           | Przyspieszenie 0-100 km/h (manual/automat) | Prędkość maksymalna (manual/automat) | Średnie zużycie paliwa (manual/automat) |
| Silniki benzynowe:               | Silniki benzynowe:                   | Silniki benzynowe: | Silniki benzynowe:                 | Silniki benzynowe:                                                        | Silniki benzynowe:                         | Silniki benzynowe:                   | Silniki benzynowe:                      |
| -------------------------------- | ------------------------------------ | ------------------ | ---------------------------------- | ------------------------------------------------------------------------- | ------------------------------------------ | ------------------------------------ | --------------------------------------- |
| One od 7/2010                    | 1598 cm³                             | R4                 | 72 kW / 98 KM przy 6000 obr./min   | 153 Nm przy 3000 obr./min                                                 | 11,9/13,9 s                                | 173/168 km/h                         | 6,0/7,2 l/100km                         |
| One od 7/2014                    | 1598 cm³                             | R4                 | 72 kW / 98 KM przy 6000 obr./min   | 153 Nm przy 3000 obr./min                                                 | 11,9/13,9 s                                | 175/170 km/h                         | 5,7/6,9 l/100km                         |
| Cooper od 7/2010                 | 1598 cm³                             | R4                 | 90 kW / 122 KM przy 6000 obr./min  | 160 Nm przy 4250 obr./min                                                 | 10,5/11,6 s                                | 190/182 km/h                         | 6,0/7,2 l/100km                         |
| Cooper od 7/2014                 | 1598 cm³                             | R4                 | 90 kW / 122 KM przy 6000 obr./min  | 160 Nm przy 4250 obr./min                                                 | 10,4/11,6 s                                | 191/184 km/h                         | 5,9/6,9 l/100km                         |
| Cooper ALL4 od 7/2013            | 1598 cm³                             | R4                 | 90 kW / 122 KM przy 6000 obr./min  | 160 Nm przy 4250 obr./min (manual) 190 Nm przy 4250 obr./min (automat)    | 11,9/11,7 s                                | 184/182 km/h                         | 6,9/7,5 l/100km                         |
| Cooper ALL4 od 7/2014            | 1598 cm³                             | R4                 | 90 kW / 122 KM przy 6000 obr./min  | 160 Nm przy 4250 obr./min (manual) 190 Nm przy 4250 obr./min (automat)    | 11,5/11,7 s                                | 186/184 km/h                         | 6,7/7,0 l/100km                         |
| Cooper S od 7/2010               | 1598 cm³                             | R4                 | 135 kW / 184 KM przy 5500 obr./min | 240 Nm przy 1600-5000 obr./min 260 Nm przy 1700-4500 obr./min z overboost | 7,6/7,9 s                                  | 215/210 km/h                         | 6,1/7,1 l/100km                         |
| Cooper S od 7/2014               | 1598 cm³                             | R4                 | 140 kW / 190 KM przy 5500 obr./min | 240 Nm przy 1600-5000 obr./min 260 Nm przy 1700-4500 obr./min z overboost | 7,5/7,8 s                                  | 218/214 km/h                         | 6,0/6,8 l/100km                         |
| Cooper S ALL4 od 7/2010          | 1598 cm³                             | R4                 | 135 kW / 184 KM przy 5500 obr./min | 240 Nm przy 1600-5000 obr./min 260 Nm przy 1700-4500 obr./min z overboost | 7,9/8,3 s                                  | 210/205 km/h                         | 6,7/7,7 l/100km                         |
| Cooper S ALL4 od 7/2014          | 1598 cm³                             | R4                 | 140 kW / 190 KM przy 5500 obr./min | 240 Nm przy 1600-5000 obr./min 260 Nm przy 1700-4500 obr./min z overboost | 7,7/8,1 s                                  | 215/213 km/h                         | 6,4/7,1 l/100km                         |
| John Cooper Works ALL4 od 9/2012 | 1598 cm³                             | R4                 | 160 kW / 218 KM przy 6000 obr./min | 280 Nm przy 1900-5000 obr./min 300 Nm przy 2100-4500 obr./min z overboost | 7,0/7,0 s                                  | 225/223 km/h                         | 7,4/7,9 l/100km                         |
| John Cooper Works ALL4 od 7/2014 | 1598 cm³                             | R4                 | 160 kW / 218 KM przy 6000 obr./min | 280 Nm przy 1900-5000 obr./min 300 Nm przy 2100-4500 obr./min z overboost | 6,9/6,9 s                                  | 228/225 km/h                         | 7,1/7,5 l/100km                         |
| Silniki wysokoprężne:            |                                      |                    |                                    |                                                                           |                                            |                                      |                                         |
| One D od 7/2010                  | 1598 cm³                             | R4                 | 66 kW / 90 KM przy 4000 obr./min   | 215 Nm przy 1750-2500 obr./min                                            | 12,9/- s                                   | 170/- km/h                           | 4,4/- l/100km                           |
| One D od 7/2014                  | 1598 cm³                             | R4                 | 66 kW / 90 KM przy 4000 obr./min   | 215 Nm przy 1750-2500 obr./min                                            | 12,9/- s                                   | 171/- km/h                           | 4,2/- l/100km                           |
| Cooper D od 7/2010               | 1598 cm³                             | R4                 | 82 kW / 112 KM przy 4000 obr./min  | 270 Nm przy 1750-2250 obr./min                                            | 10,9/- s                                   | 185/- km/h                           | 4,4/- l/100km                           |
| Cooper D od 2/2011               | 1598 cm³ (manual) 1995 cm³ (automat) | R4                 | 82 kW / 112 KM przy 4000 obr./min  | 270 Nm przy 1750-2250 obr./min                                            | 10,9/11,3 s                                | 185/180 km/h                         | 4,4/5,6 l/100km                         |
| Cooper D od 7/2014               | 1598 cm³ (manual) 1995 cm³ (automat) | R4                 | 82 kW / 112 KM przy 4000 obr./min  | 270 Nm przy 1750-2250 obr./min                                            | 10,9/11,3 s                                | 186/181 km/h                         | 4,2/5,6 l/100km                         |
| Cooper D ALL4 od 7/2010          | 1598 cm³                             | R4                 | 82 kW / 112 KM przy 4000 obr./min  | 270 Nm przy 1750-2250 obr./min                                            | 11,6/- s                                   | 180/- km/h                           | 4,9/- l/100km                           |
| Cooper D ALL4 od 2/2011          | 1598 cm³ (manual) 1995 cm³ (automat) | R4                 | 82 kW / 112 KM przy 4000 obr./min  | 270 Nm przy 1750-2250 obr./min                                            | 11,6/11,8 s                                | 180/175 km/h                         | 4,9/6,0 l/100km                         |
| Cooper D ALL4 od 7/2014          | 1598 cm³ (manual) 1995 cm³ (automat) | R4                 | 82 kW / 112 KM przy 4000 obr./min  | 270 Nm przy 1750-2250 obr./min                                            | 11,6/11,9 s                                | 181/176 km/h                         | 4,7/5,9 l/100km                         |
| Cooper SD od 3/2011              | 1995 cm³                             | R4                 | 105 kW / 143 KM przy 4000 obr./min | 305 Nm przy 1750-2700 obr./min                                            | 9,3/9,5 s                                  | 198/195 km/h                         | 4,6/5,7 l/100km                         |
| Cooper SD od 7/2014              | 1995 cm³                             | R4                 | 105 kW / 143 KM przy 4000 obr./min | 305 Nm przy 1750-2700 obr./min                                            | 9,2/9,4 s                                  | 200/197 km/h                         | 4,5/5,7 l/100km                         |
| Cooper SD ALL4 od 3/2011         | 1995 cm³                             | R4                 | 105 kW / 143 KM przy 4000 obr./min | 305 Nm przy 1750-2700 obr./min                                            | 9,4/9,5 s                                  | 195/193 km/h                         | 4,9/6,1 l/100km                         |
| Cooper SD ALL4 od 7/2014         | 1995 cm³                             | R4                 | 105 kW / 143 KM przy 4000 obr./min | 305 Nm przy 1750-2700 obr./min                                            | 9,3/9,4 s                                  | 197/195 km/h                         | 4,8/5,9 l/100km                         |

## Druga generacja

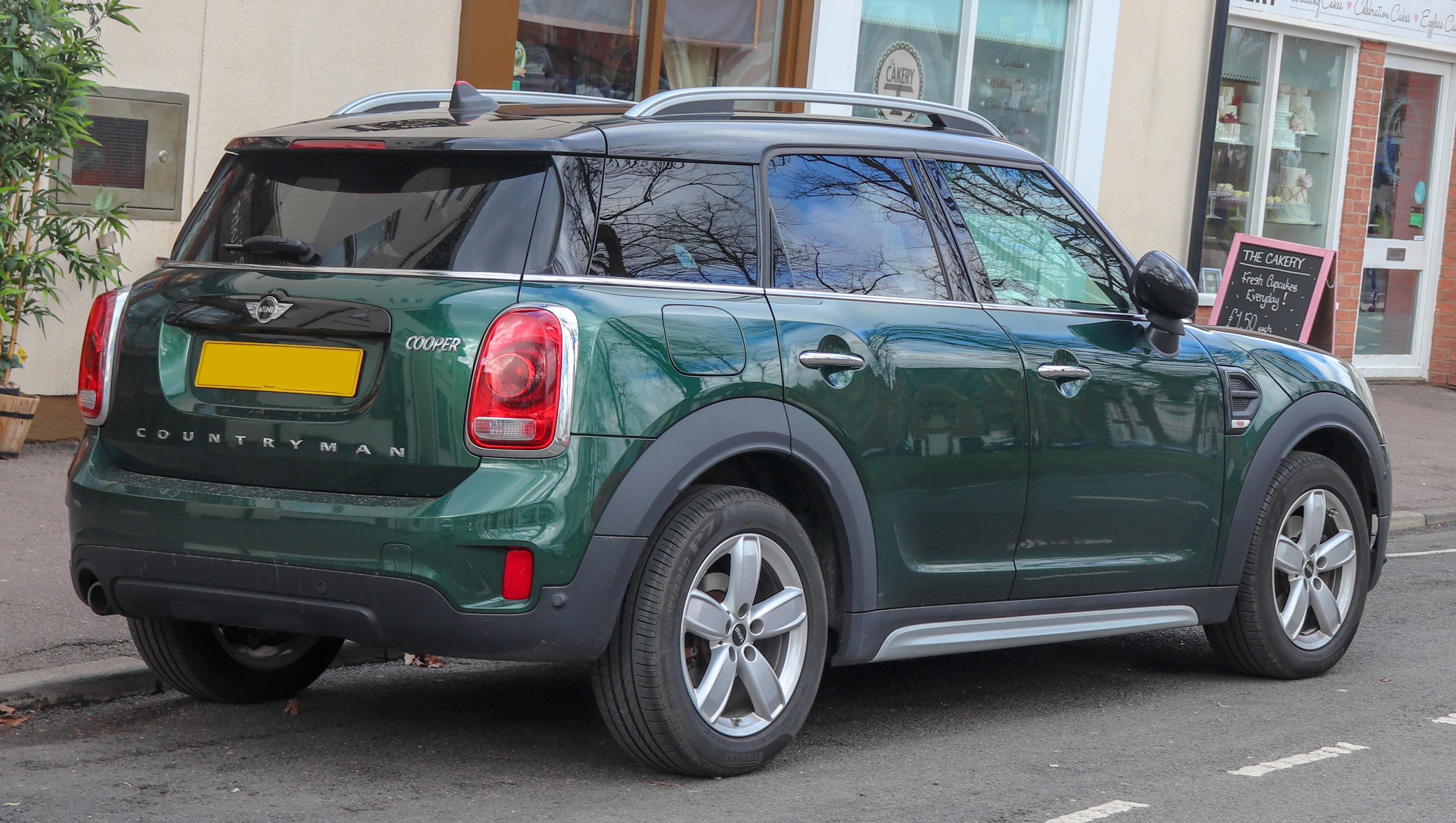
Mini Countryman II przed liftingiem - tył

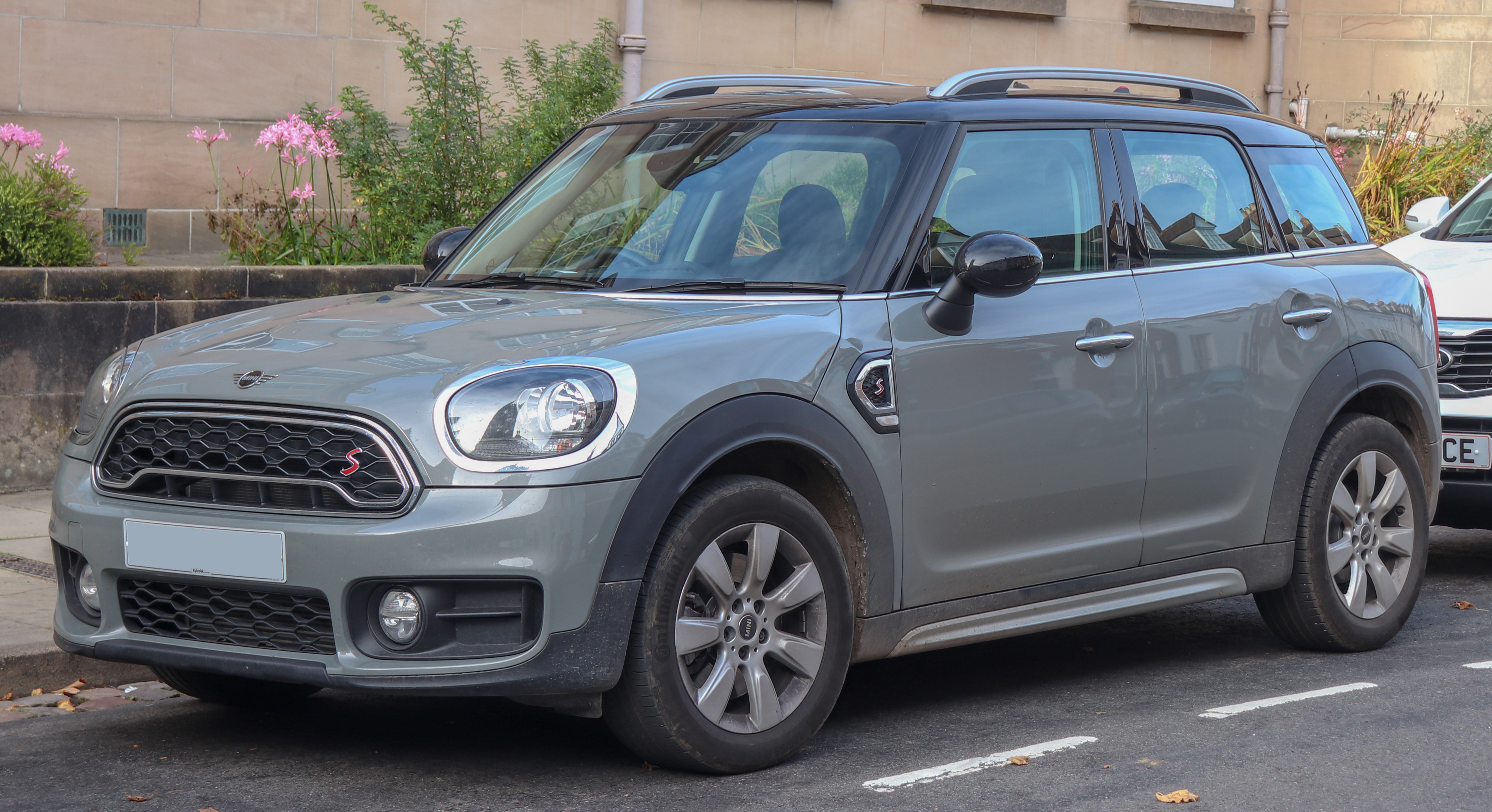
Mini Countryman II Cooper S

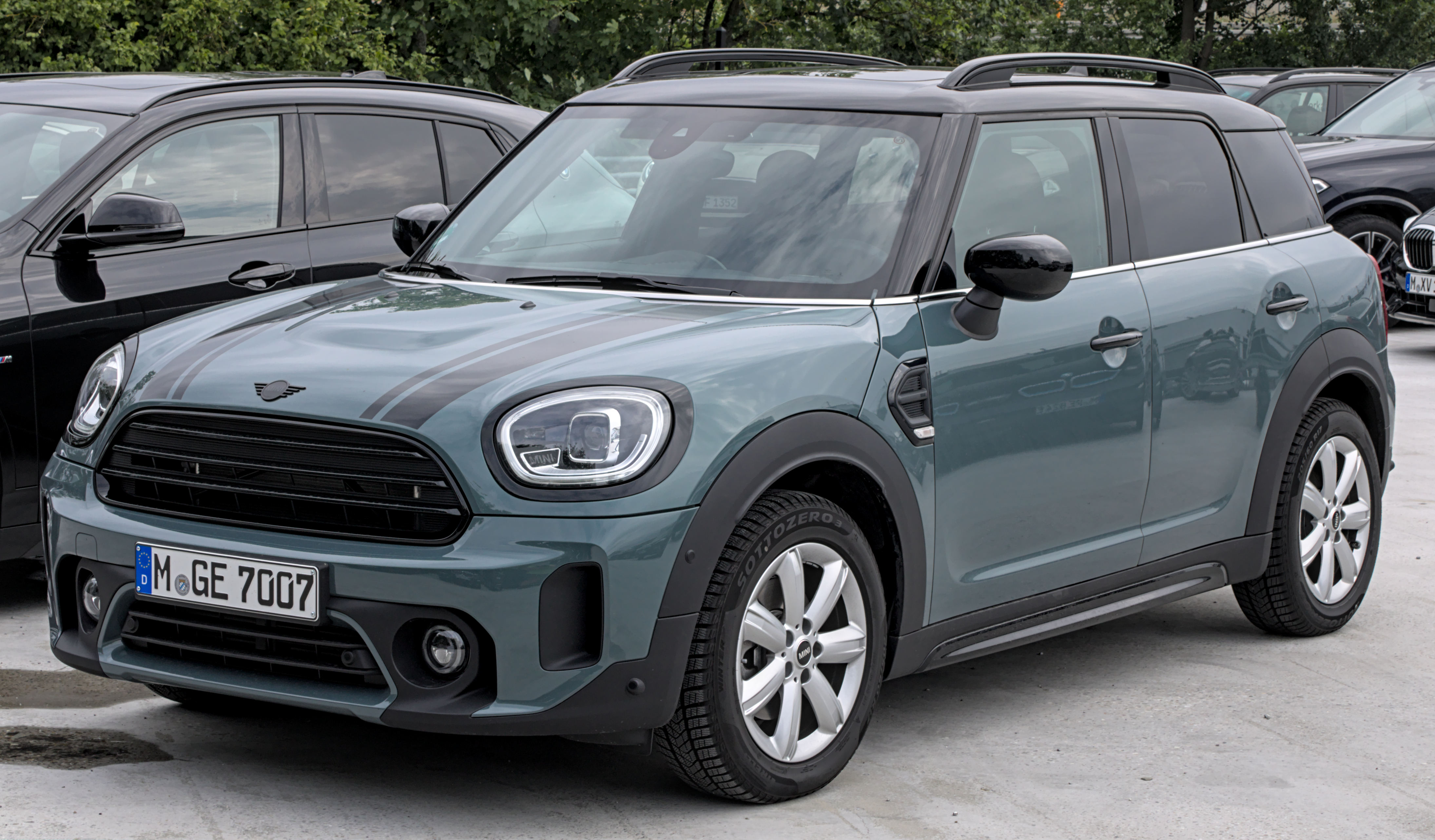
Mini Countryman II po liftingu

Mini Countryman II został zaprezentowany po raz pierwszy w 2016 roku.
Pierwsze oficjalne informacje na temat drugiej generacji Countrymana przedstawiono w październiku 2016 roku. Samochód przeszedł gruntowną metamorfozę w stosunku do pierwszego wcielenia, zyskując nowe proporcje nadwozia. Countryman II stał się wyraźnie dłuższy, a także szerszy i nieznacznie niższy, co jest zasługą oparcia na platformie BMW X1. Większe podwozie przełożyło się także na większe nadwozie, na czele z przestronniejszym drugim rzędem siedzeń i bagażnikiem.
Mini Countryman II trafił do sprzedaży w Polsce w lutym 2017 roku jako największy i najdroższy model producenta w ofercie. W momencie publikacji cena auta rozpoczynała się od 111 800 złotych.
W 2019 roku ofertę poszerzyła wersja z napędem hybrydowym typu plug-in – Countryman SE. Jej napęd składa się z 1,5-litrowego silnika benzynowego rozwijającego moc 136 KM i układu elektrycznego. Łączna moc napędu to 224 KM, co pozwala na osiągnięcie maksymalnego momentu obrotowego 385 Nm. System elektryczny pozwala na ładowanie z gniazdka – na samym prądzie samochód przejedzie 42 kilometry i rozwinie maksymalnie 125 km/h.
W czerwcu 2020 roku samochód przeszedł lifting.

## Trzecia generacja

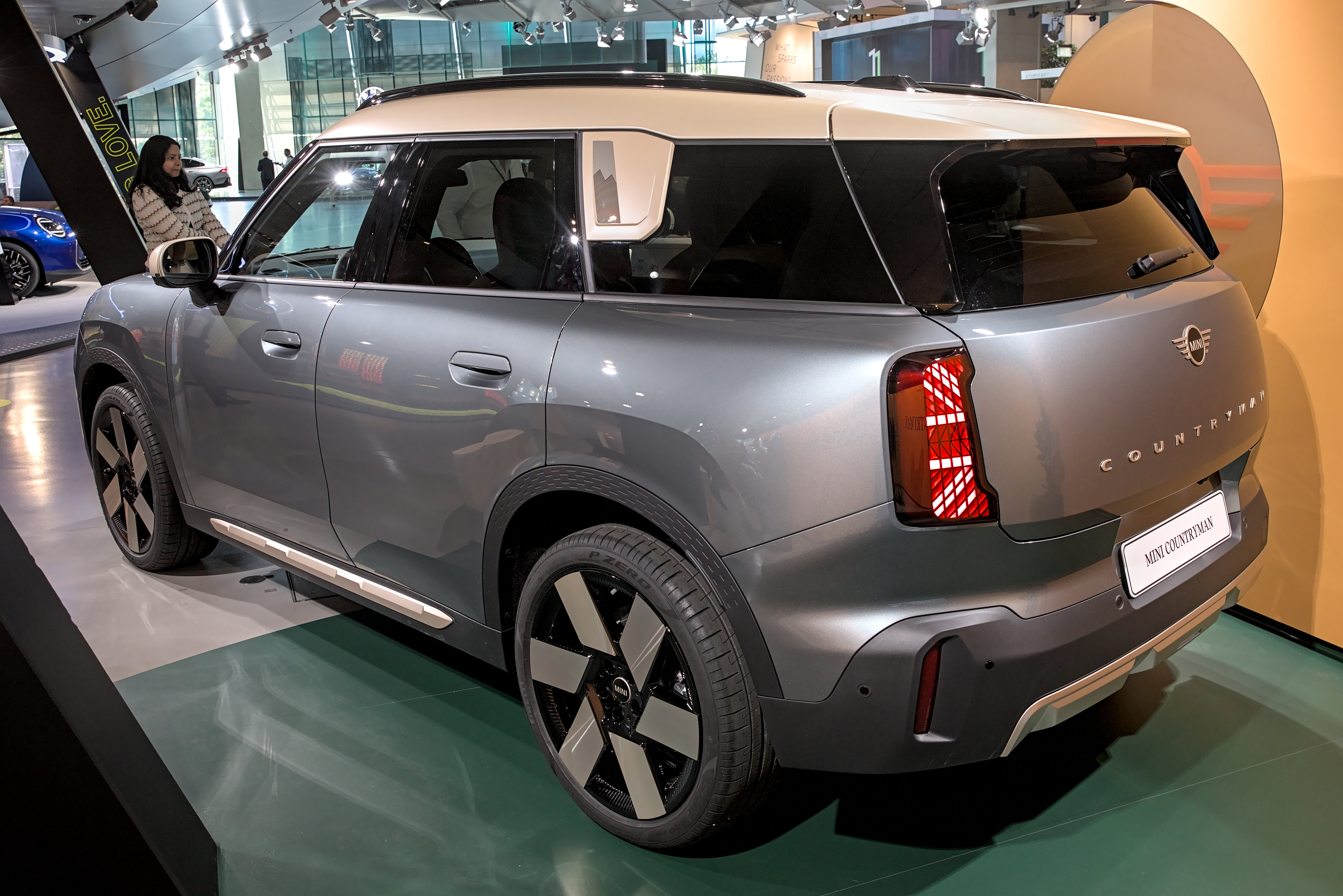
Mini Countryman III - tył

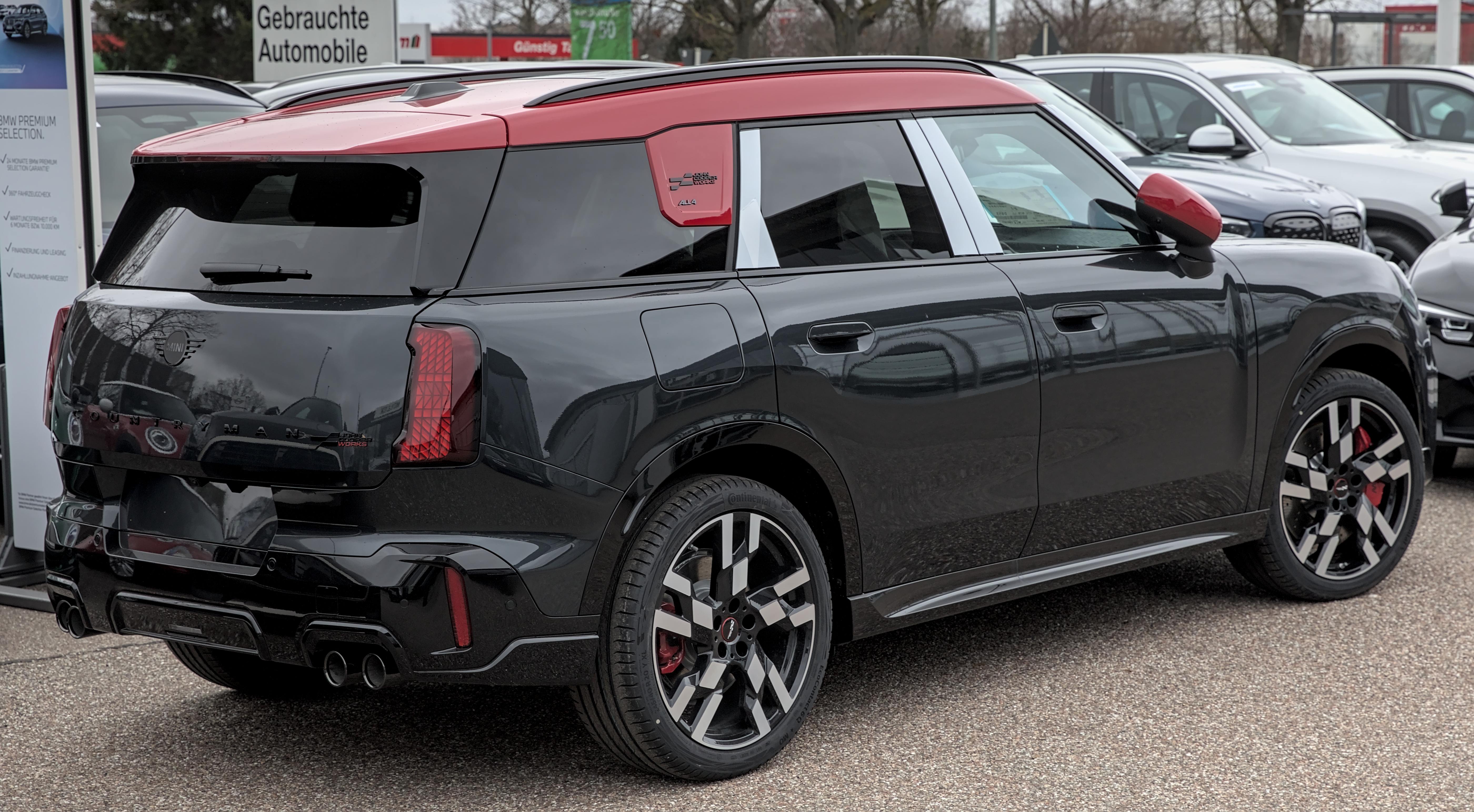
Mini Countryman John Cooper Works

Mini Countryman III został zaprezentowany 1 września 2023 roku. Nowa generacja tego modelu jest po raz pierwszy w historii dostępna w wersji elektrycznej. Jest to pierwszy model marki, który jest produkowany w Niemczech. Jego oficjalna premiera odbyła się w targach motoryzacyjnych Internationale Automobil-Ausstellung w Monachium.